# 2013 SY99
2013 SY99 (ранее известный как uo3L91) — малый объект пояса Койпера, замеченный на телескопе Канада-Франция-Гавайи в сентябре 2013 года. Официально об открытии объявлено 6 апреля 2017 года, тогда же ему присвоили официальное обозначение.

## Орбита
2013 SY99 относится к обособленным транснептуновым объектам, то есть, он никогда не имел гравитационного взаимодействия с Нептуном. По словам астрономов Майкла Брауна и Константина Батыгина, обнаружение данного объекта косвенно подтверждает их теорию существования Девятой планеты, также как и десять других объектов с похожими орбитами.
По результатам трёхлетнего наблюдения, он имеет вытянутую орбиту с эксцентриситетом (e), равным 0,926, подходя к Солнцу в перигелии на 50 а. е. и удаляясь от него в афелии на 1400 а. е. Объект имеет одну из самых больших больших полуосей — 730 а. е., что больше, чем у Седны, 2012 VP113, 2010 GB174, (87269) 2000 OO67 и многих других астероидов, но меньше, чем у 2014 FE72, 2013 BL76, 2009 FW54, (308933) 2006 SQ372 и 2005 VX3. Орбитальный период вокруг Солнца составляет 17 600 лет, однако, барицентричные орбиты более стабильны при оборотах, длящихся более тысячелетия. Это происходит за счёт заметных пертурбаций от Юпитера в системе Солнце-астероид. Поэтому такой орбитальный период составляет примерно 19 700 лет.

## Физические характеристики
Предполагается, что диаметр 2013 SY99 составляет примерно 250 км. Спектральный анализ показал, что поверхность объекта имеет красный оттенок, как и многие объекты пояса Койпера.